# Wolfgang Erharter
Wolfgang Erharter (ur. 17 maja 1969) – austriacki narciarz alpejski, trzykrotny medalista mistrzostw świata juniorów.

## Kariera
Po raz pierwszy na arenie międzynarodowej Wolfgang Erharter pojawił się w 1986 roku, startując na mistrzostwach świata juniorów w Bad Kleinkirchheim. W swoim jedynym starcie zajął tam jedenaste miejsce w zjeździe. Największe sukcesy osiągnął podczas mistrzostw świata juniorów w Sälen, gdzie zdobył trzy medale. W kombinacji wywalczył złoty medal, wyprzedzając bezpośrednio Adriána Bíreša z Czechosłowacji i Włocha Rogera Pramottona. Następnie zajął drugie miejsce w gigancie, rozdzielając Szwajcara Thomasa Wolfa i Adriána Bíreša. Na tej samej imprezie zajął ponadto trzecie miejsce w zjeździe, w którym lepsi okazali się Szwajcar Urs Lehmann i Tommy Moe z USA. Erharter nie startował w zawodach Pucharu Świata. Nigdy też nie startował na mistrzostwach świata ani igrzyskach olimpijskich.

## Osiągnięcia

### Mistrzostwa świata juniorów
| Miejsce | Dzień     | Rok  | Miejscowość        | Konkurencja | Czas biegu  | Strata  | Zwycięzca       |
| ------- | --------- | ---- | ------------------ | ----------- | ----------- | ------- | --------------- |
| 11.     | 20 lutego | 1986 | Bad Kleinkirchheim | Zjazd       | 1:41,03 min | +1,65 s | William Besse   |
| 5.      | 21 marca  | 1987 | Sälen              | Slalom      | 1:50,95 min | +1,24 s | Roger Pramotton |
| 2.      | 22 marca  | 1987 | Sälen              | Gigant      | 2:31,70 min | +0,60 s | Thomas Wolf     |
| 3.      | 26 marca  | 1987 | Hemsedal           | Zjazd       | 1:25,72 min | +0,14 s | Urs Lehmann     |
| 1.      | 26 marca  | 1987 | Hemsedal           | Kombinacja  | ?           | –       | –               |